# Bernard Dubourdieu
Bernard Dubourdieu (28 de abril de 1773 - 13 de marzo de 1811) fue el almirante francés que dirigió la escuadra franco-veneciana durante la batalla de Lissa, en la que murió.
Dubourdieu comenzó a navegar en un barco mercante a la edad de 16 años. Tres años después se alistó en la Marina. Rápidamente ascendió a bordo del Entreprenant y de la fragata Topaze. Fue capturado en el Sitio de Tolón (1793) por los británicos y llevado a Gibraltar, desde donde se escapó a Lorient. Allí fue asignado a la corveta Gaieté, la cual fue capturada y Dubourdieu hecho prisionero otra vez en 1799.
Fue capturado una tercera vez en Alejandría en 1800, tras lo cual volvió a ser ascendido a teniente. En 1805 fue nombrado capitán de fragata y dos años después tomó el mando del Pénélope, con el que capturó 13 barcos mercantes ingleses. El 27 de febrero de 1809, junto con la fragata Pauline capturó el HMS Proserpine.
El 23 de octubre de 1810 atacó la isla de Lissa y capturó 6 barcos en el puerto. Se le encargó tomar esa isla, desde la cual los ingleses estaban lanzando numerosos ataques contra la costa italiana. Dubourdieu fue ascendido a contraalmirante al mando de 6 fragatas. Murió un año después en la batalla de Lissa, en la que la escuadra franco-veneciana sufrió una gran derrota.